# MRT Pink Line
Розовая линия MRT (тайск.: สายสีชมพู, англ.: MRT Pink Line) — надземная линия скоростного монорельсового поезда в Бангкоке и провинции Нонтхабури, Таиланд. Она проходит в северной части города от административного центра Нонтхабури в районе Пак Крет вдоль основного транспортного коридора с востока на запад дорог Чаенг Ваттана и Рам Интра и заканчивается в районе Минбури на востоке Бангкока.

## История
Изначально проект линии, разработанный OTP в 2005 году предполагал, что будет построено полноценная подземная линия метро. С целью экономии, в 2008 году проект был трансформирован в линию монорельса. Предполагалось завершить строительство к 2017 году. Однако в результате дополнительных слушаний по проекту в 2012 году было предложено вернуться к проекту подземного метрополитена, это предложение не было утверждено, но проект линии монорельса увеличили на 6 станций. Изначально планировалось организовать тендер по проекту в 2013 году и начать строительство в 2014, однако из-за различных организационных и политических препятствий проект откладывался.
29 марта 2016 года Mass Rapid Transit Authority of Thailand (MRTA) было уполномочено федеральным правительством заключить концессионный договор основанный на принципе PPP Net Cost (сотрудничество между государственными и частными структурами, в котором частные инвесторы получают доход от деятельности, осуществляя периодические, заранее оговоренные платежи государственным структурам, неся при этом все риски связанные с созданием и функционированием транспортной системы). Инвестицией со стороны государства стало предоставление земли под проект и инвестиции в строительные работы (около 20 000 000 000 батов), а частные компании обязались инвестировать 53 490 000 000 батов. Предполагалось, что линия заработает через 3 года и 3 месяца после подписания договора. В договор включался 30 летний период эксплуатации. После окончания которого транспортная линия перейдет государству.
Со стороны частного бизнеса участвовала компания Northern Bangkok Monorail Company Limited (NBM), дочернее предприятие консорциума BSR JV, включающего в себя BTS Group Holdings Public Company Limited (BTSC), Sino-Thai Engeneering and Construction plc (STEC) и Ratchaburi Electricity Generating Holdings Public Company Limited (RATCH). Контракт был подписан 16 июня 2017 года.
В августе 2017 года стало известно, что поставщиком подвижного состава станет компания Bombardier. Компания выиграла контракт по оборудованию обеих линий монорельса Бангкока -   MRL  и  MRL . Для линии заказано 42 четырёхвагонных состава Innovia Monorail 300, которые изготовлены в Китае на совместном предприятии Puzhen Bombardier Transportation Systems. Кроме непосредственно подвижного состава, Bombardier поставил весь комплекс управления движением на линии Bombardier CityFlo 650 (полностью автоматическое движение без участия человека).
В 2018 с компанией Bombardier Transportation был подписан контракт на обслуживание линий монорельса в течение 20 лет на сумму 245 000 000 евро.
2 октября 2020 года первые поезда прибыли в порт Бангкока.
В октябре 2020 года были внесены изменения в уже строящуюся систему. Станция PK01 была перенесена на 337 метров, чтобы не портить вид на парк чиновникам провинции Нонтабури. В результате, длина пути при переходе на линию   MRT  увеличилась до 500 метров. Станция PK26 была построена в 313 метрах от планировавшегося местоположения из-за несогласованного с проектом монорельса строительства моста Дорожным управлением на предназначенном для станции монорельса участке.
2 августа 2022 года было подписан контракт о создании ответвления длиной около 3 км с двумя дополнительными станциями в районе Muang Thong Thani между Bangkok Land Public Company (BLAND) и NBM. Стоимость проекта оценивается в 4 000 000 000 батов. Предполагается, что весь проект будет реализован за 37 месяцев и аппендикс заработает в 2025 году. Предполагаемый пассажиропоток ожидается в пределах 14 000 человек в сутки. Ответвление обеспечит удобный доступ в торгово-выставочный комплекс IMPACT и окружающие жилые кварталы на общественном транспорте.

### Предполагаемая дата запуска линии
Линия должна была быть запущена в 2020 году.
В октябре 2020 года стало ясно, что запуск линии будет задержан. По новым срокам предполагалось, что в июле 2021 года будет запущено движение на участке PK11 - PK30, а обе линии монорельса в полном режиме заработают в октябре 2022 года. Эти планы не были реализованы.
В сентябре 2021 года запуск линии был перенесен на 290 дней. Было принято решение запустить движение по линии в три этапа, начиная с июня 2022 года (на участке PK12 - PK30 без остановки на станции PK26). в августе 2022 года должно было запуститься движение на участке PK05 - PK30. Полностью вся линия должна начать работу в июле 2023 года. Эти планы не были реализованы.
Весной 2022 года был запланирован старт линии на сентябрь 2022 года в пилотном режиме, а официальное открытие должно было состояться в декабре 2022 года. Движение должно было начаться на отрезке PK14 - PK30 с имеющимися в наличии 24 составами. Однако по состоянию начало 2023 года обе линии монорельса не готовы к эксплуатации.
19 декабря 2022 года министра транспорта объявил, что тестовый запуск участка PK12 - PK30 запланирован на июль 2023 года, а начало коммерческой эксплуатации этого участка начнется в августе 2023 года.

### Открытие
21 ноября 2023 года начались пассажирские перевозки на участке PK01-PK30 на безвозмездной основе в тестовом режиме. 3 января - начало работы в обычном режиме с взиманием платы за проезд.

## Описание системы

### Организационная структура
Разработка плана была осуществлена OTP, план линии был заложен в M-MAP1. Заказчиком выступило MRTA, контракт был заключен с NBM, дочерней компаний BSR JV, оператором должен стать BTSC.

### Маршрут

#### Список станций

##### Участок открыт 21 ноября 2023 года
Общественный центр Нонтхабури (тайск. ศูนย์ราชการนนทบุรี, англ. Nonthaburi Civic Center) - пересадка на  MRT ,  MRT  (разрабатывается)
 Кхэрай (тайск. แคราย, англ. Khae Rai)
 Sanambin Nam (тайск. สนามบินน้ำ)
 Samakkhi (тайск. สามัคคี)
 Royal Irrigation Department (тайск. กรมชลประทาน)
 Yeak Pak Kret (тайск. แยกปากเกร็ด)
 Pak Kret Bypass (тайск. เลี่ยงเมืองปากเกร็ด)
 Chaeng Wattana-Pak Kret 28 (тайск. แจ้งวัฒนะ-ปากเกร็ด 28)
 Si Rat (тайск. ศรีรัช)
 Мыангтхонгтхани (тайск. เมืองทองธานี, англ. Mueang Thong Thani) - пересадка на  MRL 
 Chaeng Watthana 14 (тайск. แจ้งวัฒนะ 14)
 Government Complex (тайск. ศูนย์ราชการเฉลิมพระเกียรติ)
 National Telecom (тайск. โทรคมนาคมแห่งชาติ)
 Lak Si (тайск. หลักสี่) - пересадка на  SRT 
 Rajabhat Phranakhon (тайск. ราชภัฎพระนคร)
 Wat Phra Sri Mahathat (тайск. วัดพระศรีมหาธาตุ) - пересадка на  BTS 
 Ram Inthra 3 (тайск. รามอินทรา 3)
 Lat Pla Khao (тайск. ลาดปลาเค้า)
 Ram Inthra Kor Mor 4 (тайск. รามอินทรา กม. 4)
 Maiyalap (тайск. มัยลาภ)
 Vatcharaphol (тайск. วัชรพล) - пересадка на  MRL  (предложена)
 Ram Inthra Kor Mor 6 (тайск. รามอินทรา กม. 6)
 Khu Bon (тайск. คู้บอน)
 Ram Inthra Kor Mor 9 (тайск. รามอินทรา กม. 9)
 Outer Ring Road - Ram Inthra (тайск. วงแหวนรามอินทรา)
 Nopparat (тайск. นพรัตน์)
 Bang Chan (тайск. บางชัน)
 Setthabutbamphen (тайск. เศรษฐบุตรบำเพ็ญ)
 Min Buri Market (тайск. ตลาดมีนบุรี)
 Min Buri (тайск. มีนบุรี) - пересадка на  MRT  (строится). Перехватывающая парковка на 3000 машиномест.

##### Ответвление
Участок открыт 20 мая 2025 года в тестовом бесплатном режиме 
 Мыангтхонгтхани (тайск. เมืองทองธานี, англ. Mueang Thong Thani) - пересадка на  MRL 
 Импакт Мыангтхонгтхани (тайск. อิมแพ็ค เมืองทองธานี, англ. Impact Muang Thong Thani)
 Озеро Мыангтхонгтхани (тайск. ทะเลสาบเมืองทองธานี, англ. Lake Muang Thong Thani)

## Конструкция

### Подвижной состав
На линии используются четырёхвагонные составы Bombardier INNOVIA Monorail 300, средняя скорость которых составляет 35 км/ч, а максимальная 80 км/ч. Максимальная вместимость состава - 568 пассажиров, мест для сидения - 60. Предполагаемая максимальная пропускная способность системы - 28 000 пассажиров в час в каждом направлении.

### Эстакада
Составы Bombardier INNOVIA Monorail 300 работают на узком надземном рельсе. Рельсы шириной 690 мм собираются на заводе и затем устанавливаются на систему. Составы Innovia Monorail 300 были разработаны с возможностью проходить кривые длиной до 46 м и максимальным уклоном в 6%. Монорельсовые стрелки – это или смена рельса, или многопозиционные переключатели. Система также имеет эвакуационные пути на протяжении всей эстакады. Эти пути позволяют пассажирам безопасно эвакуироваться в случае любой угрозы на борту, а техникам – обслуживать систему. Типовые 30 метровые пролёты реализованы типовыми бетонными балками, в некоторых случаях используются стальные пролеты длиной от 20 до 70 метров.

### Станции

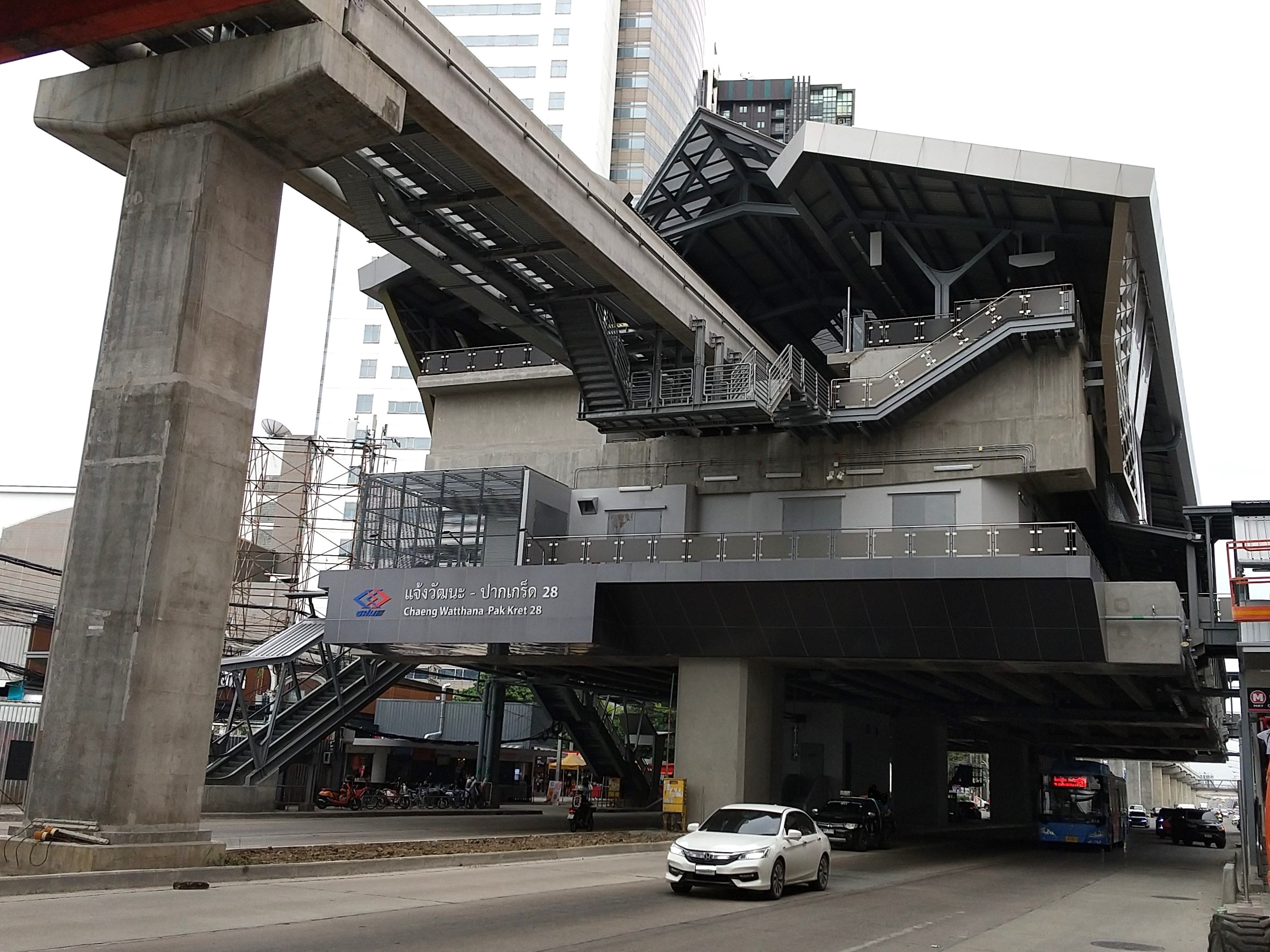
Экстерьер станции
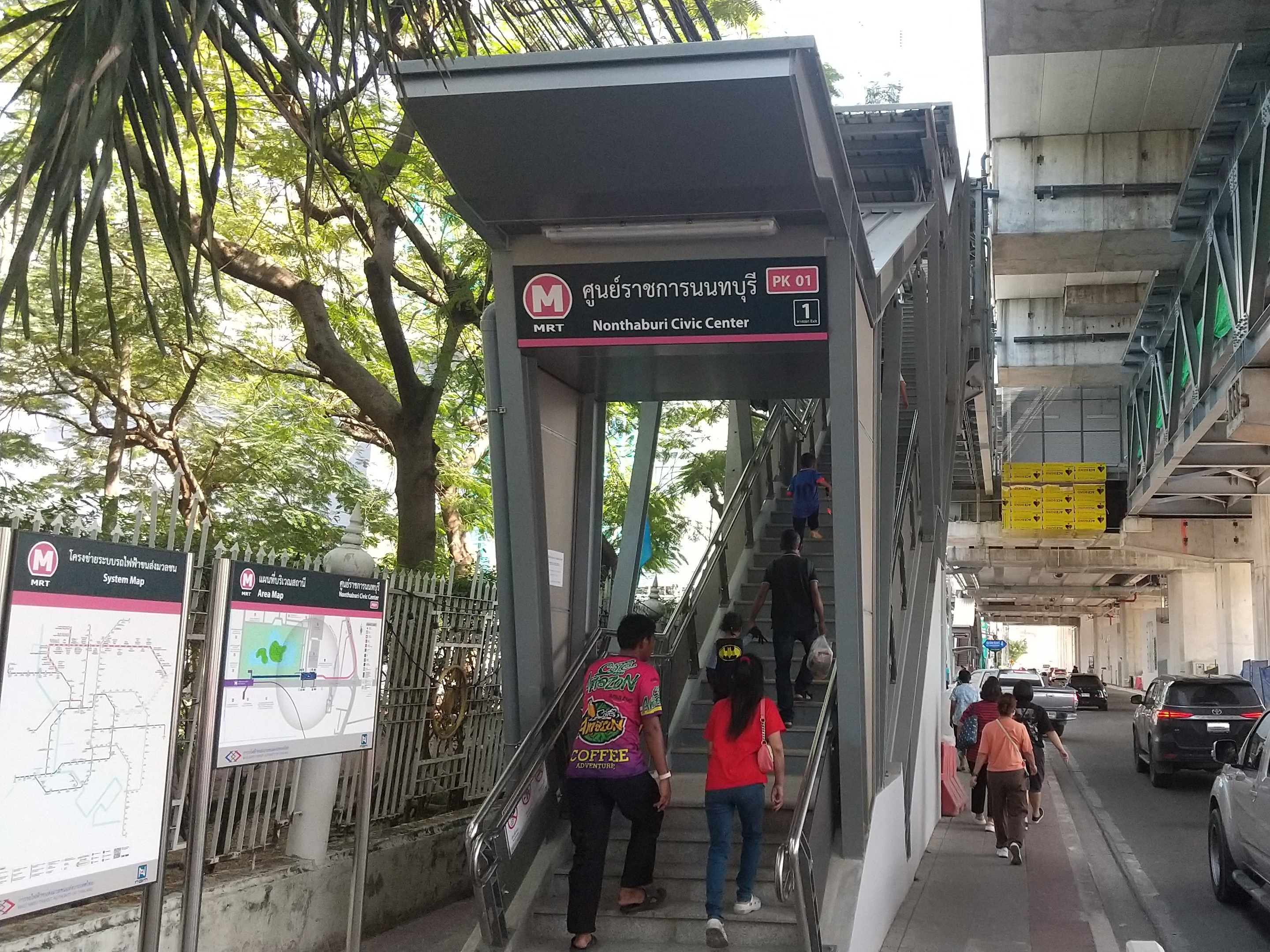
Вход на станцию
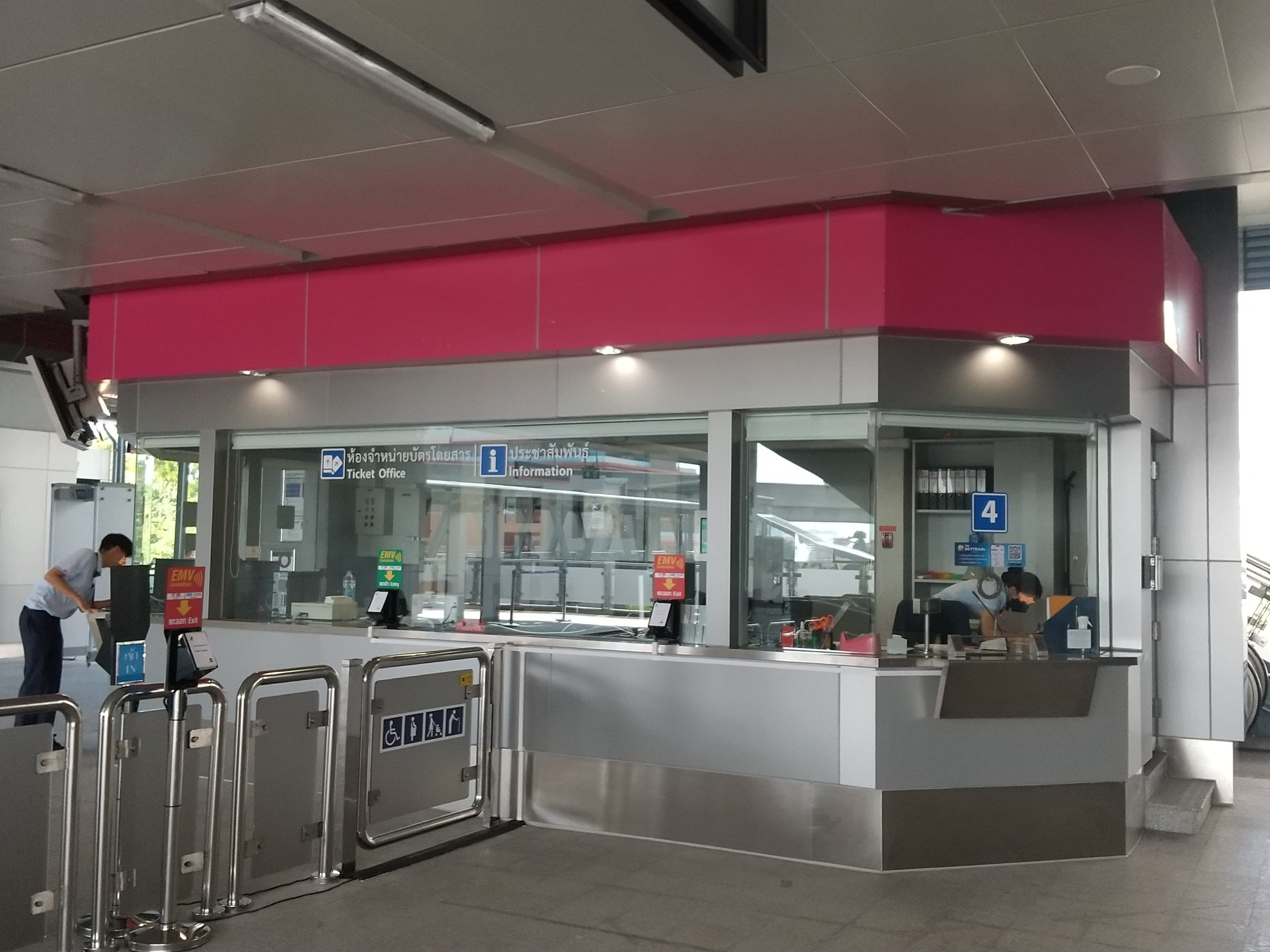
Кассы
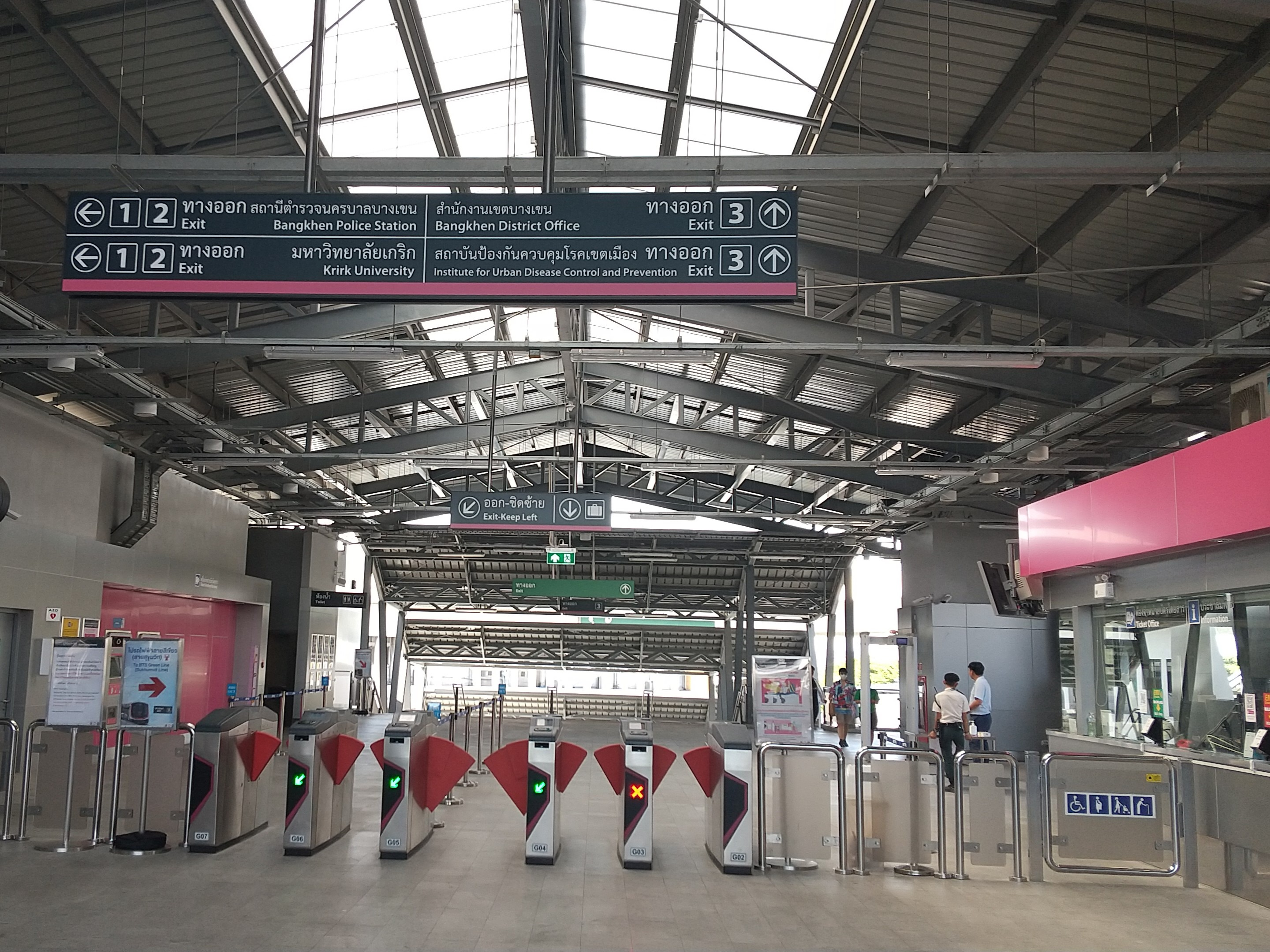
Турникеты
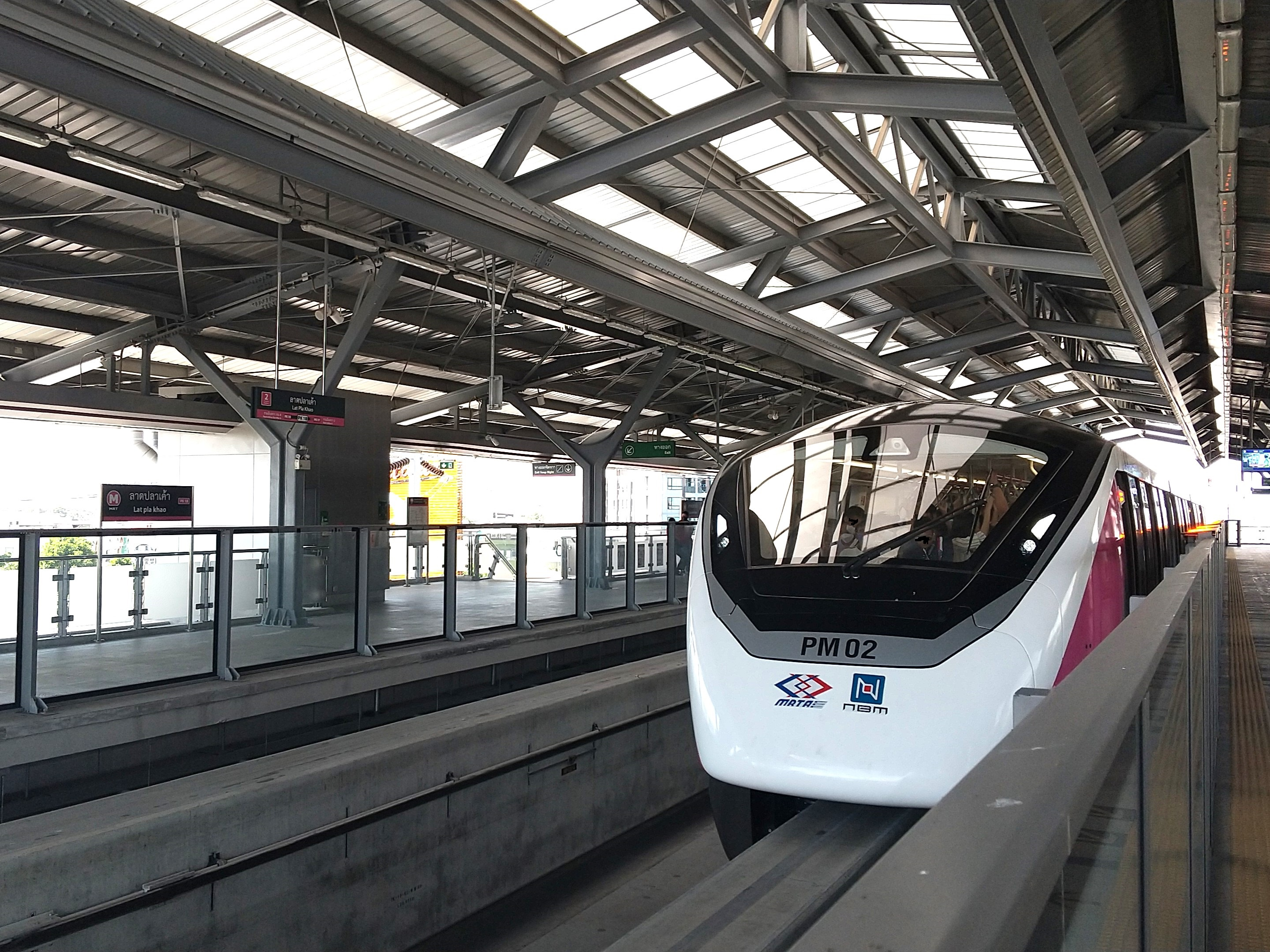
Поезд у платформы

## Описание деятельности
Во время тестовой эксплуатации с пассажирами интервал между поездами составляет не менее 10 минут. Предполагается, что при полноценном режиме работы интервал составит около 5 минут в часы пик. На линии будут работать 20 поездов.

### Время работы
В ноябре и декабре 2023 года время закрытия станций будет изменяться. Если в начале тестовой эксплуатации линия закрывалась для пассажиров в 20 часов, то к концу декабря часы работы станут стандартными: с 6 до 24 часов.

### Тарифы
Перед запуском предполагалось, что стоимость проезда составит от 15 до 45 батов. Стоимость билета состоит из "платы за вход" и "платы за расстояние". При пересадке с линий  MRT ,  MRT ,  MRT  "плата за вход" не должна взыматься.
Министерство транспорта в 2023 году рассматривало возможность введения фиксированного тарифа на пользование массовым общественным транспортом. Предполагалось, что стоимость проезда должна составить 20 батов.

### Пассажиропоток
Правительство Таиланда предполагало, что пассажиропоток составит более 50 тыс. человек в день. В бесплатном режиме линия пользуется большой популярностью. В день пассажиропоток превышает 90 000 человек. За 40 дней работы в конце 2023 года был перевезено 3 347 461 пассажиров. За 2024 год количество пассажиров составило 16 899 748 человек.

## Критика
Строительные работы вызвали частичное перекрытие крупных автомобильных артерий города, что привело к увеличению пробок и росту недовольства автовладельцев.